# Spoorhaven (Vlaardingen)
De Spoorhaven was een haven in Vlaardingen die omstreeks 1890 is gegraven tijdens de aanleg van de Hoekse Lijn. Het oorspronkelijke doel van de haven was voor overslag van goederen die per spoor werden aangevoerd en per schip naar elders werden getransporteerd en vice versa. Aan de noordzijde van de haven bevond zich het rangeerterrein dat bij station Vlaardingen Centrum behoorde; aan de zuidzijde werd de Galgkade aangelegd. De haven was een zijhaven van de Buitenhaven en bevond zich ten westen hiervan. De spoorlijn zelf was aangelegd op een waterkerende dijk. De Spoorhaven bevond zich in buitendijks gebied, waar de getijdenwerking duidelijk merkbaar was.
Na enkele tientallen jaren verviel de functie van overslaghaven en werd de Spoorhaven in gebruik genomen als gemeentelijk zwembad. Een drijvend gebouw met kleedruimtes werd daartoe in de haven gebouwd. In 1929 werd zelfs een tweede gebouw in Duitsland aangekocht met een bassin van 30 x 8 meter, waarna de dames en heren gescheiden konden zwemmen. Dat gebouw heeft dienst gedaan tot de opening van het Kolpabad (genoemd naar de kort daarvoor overleden directeur van gemeentewerken) in 1955. Later in hetzelfde jaar werd de Spoorhaven gedempt. De weg aan de zuidzijde draagt nog steeds de naam Galgkade, ook al is deze weg sinds 1955 geen kade meer.